# Oleksandr Yatsenko
Oleksandr Víktorovich Yatsenko (en ucraniano: Олекса́ндр Ві́кторович Яце́нко; Kiev, Unión Soviética, 24 de febrero de 1985) es un exfutbolista y actual entrenador de fútbol ucraniano. En su etapa como jugador profesional se desempeñaba como defensa. Actualmente trabaja como entrenador asistente del 1.FC Monheim de la sexta división del fútbol alemán.

## Selección nacional
Fue internacional con la selección de Ucrania en una ocasión.

### Participaciones en Copas del Mundo
| Mundial                               | Sede         | Resultado        | Partidos | Goles |
| ------------------------------------- | ------------ | ---------------- | -------- | ----- |
| Copa Mundial de Fútbol Sub-20 de 2005 | Países Bajos | Octavos de final | 3        | 0     |
| Copa Mundial de Fútbol de 2006        | Alemania     | Cuartos de final | 0        | 0     |

### Participaciones en Eurocopas
| Copa                    | Sede     | Resultado   | Partidos | Goles |
| ----------------------- | -------- | ----------- | -------- | ----- |
| Eurocopa Sub-19 de 2004 | Suiza    | Semifinales | ?        | 1     |
| Eurocopa Sub-21 de 2006 | Portugal | Subcampeón  | 5        | 0     |

## Clubes

### Como jugador
| Club                             | País        | Año       |
| -------------------------------- | ----------- | --------- |
| Dinamo de Kiev                   | Ucrania     | 2001-2007 |
| → Dinamo-3 (cedido)              | Ucrania     | 2001-2002 |
| → Dinamo-2 (cedido)              | Ucrania     | 2002-2005 |
| → Járkov (cedido)                | Ucrania     | 2005-2006 |
| → Dnipro Dnipropetrovsk (cedido) | Ucrania     | 2007      |
| Chernomorets Odessa              | Ucrania     | 2007-2009 |
| Illichivets Mariupol             | Ucrania     | 2010-2011 |
| Belshyna Babruisk                | Bielorrusia | 2012      |
| Helios Járkov                    | Ucrania     | 2013      |
| Electrotyazhmash                 | Ucrania     | 2014      |
| Solly Plus                       | Ucrania     | 2015-2016 |
| Kolos Zachepilovka               | Ucrania     | 2017      |
| Viktoriya Mykolaivka             | Ucrania     | 2018-2021 |

### Como entrenador
| Club                             | País     | Año       |
| -------------------------------- | -------- | --------- |
| Viktoriya Mykolaivka (scout)     | Ucrania  | 2021-2022 |
| Alians Lypova Dolyna (asistente) | Ucrania  | 2022      |
| 1.FC Monheim (asistente)         | Alemania | 2022-     |

## Condecoraciones
| Distinción                                            |
| ----------------------------------------------------- |
| Orden del Coraje de Ucrania (tercer grado)            |
| Maestro de Deportes de Ucrania de clase internacional |